# Aloísio Lima
Aloísio Lima, né le 13 septembre 1973 à Brasilia (Brésil), est un joueur de tennis de table handisport brésilien. Il est médaillé de bronze paralympique, médaillé de bronze mondial, deux fois champion des Jeux parapanaméricains et deux fois médaillé d'argent aux championnats panaméricains,,. 
Il est devenu tétraplégique à la suite d'un accident.